# Coprocanthon
Coprocanthon là một chi bọ cánh cứng thuộc họ Scarabaeidae.